# 梓州路
梓州路，中国北宋时设置的路。
咸平四年（1001年）分川峡路置，为川峡四路之一。治所在梓州（治今四川省三台县）。辖境约相当今四川省和重庆市嘉陵江下游、涪江中下游、沱江中下游及四川省筠连县、合江县以北以西地区。重和元年（1118年）改为潼川府路。